# Kceibya
Kceibya (franska: Kceibya (CR), Kceibya (Commune Rurale), arabiska: دار بلعامري) är en kommun i Marocko.   Den ligger i provinsen Sidi Slimane och regionen Rabat-Salé-Kénitra, 70 km nordost om huvudstaden Rabat. Antalet invånare är 23 218.